# Urgleptes dorcadioides
Urgleptes dorcadioides là một loài bọ cánh cứng trong họ Cerambycidae.